# Березовский, Игорь Борисович
И́горь Бори́сович Березо́вский (8 сентября 1942, Омск, СССР — 2 февраля 2007, Москва, Россия) — советский и российский художник, график, дизайнер.

## Биография
Родился в Омске, в эвакуации. Был третьим ребенком в семье из шести детей. С детства рисовал и фотографировал. С 15 лет начал работать, три года отслужил в армии на Дальнем Востоке.
В 1967 году поступил на работу во Всесоюзный научно-исследовательский институт технической эстетики. Березовский работал здесь в окружении одаренных художников — дизайнеров — архитекторов. Ближайшими коллегами стали А.Иоффе, В.Зенков, А.Ермолаев, Е.Богданов, В.Паперный. Всех объединял интерес и к новейшим формам в дизайне, и к текущим процессам в западном поп- и концепт-арте.
1973 год — начало свободной художественной практики.
С 1979 года — член Союза художников СССР.
1980 год — первая персональная выставка в Комбинате графического искусства.
Деньги на жизнь зарабатывал главным образом оформлением выставок (графическое решение, плакаты, каталоги), работая вместе с М. Коником, Е. Богдановым, С. Черменским. Заметными проектами стали оформление всесоюзной выставки «Художники — народу», ЦДХ, 1982; «Маяковский и Хлебников», Музей В. В. Маяковского, 1985; выставки современного советского искусства «Новая реальность», Равенна, 1989; выставки «Художник и народное искусство», ЦДХ, 1990.
Интересовался фактурой телевизионных изображений («Телевизионные параллели», 1974-77); репродуцировал журнальные фотографии и с помощью крупного растра доводил их до грани исчезновения («Репроакты», 1981); вводил в изображения неожиданные фактуры, используя всякий подручный «мусор»; парафразировал Фолона и Диббетса, Уорхола и Дюрера.
В XXI веке создал большую серию работ «Спонтанная графика», где нарисованное и фотографическое вступают в новые отношения, а также несколько работ под названием «Прощание с XX веком».
Скончался на 65-м году жизни 2 февраля 2007 года через 10 дней после смерти своей жены Елены Черневич.

## Персональные выставки
- 1980 Комбинат графического искусства. Москва
- 1993 Музей кино. Москва
- 2000 Центральный дом художника. Москва
- 2005 Государственная Третьяковская галерея. Москва
- 2007 Государственный центр современного искусства. Москва

## Музеи и частные собрания
- Государственная Третьяковская галерея, Москва
- Государственный Русский музей, Санкт-Петербург
- Росизо Министерства культуры РФ
- Музей кино, Москва
- Музей плаката, Варшава
- Stedelijk Museum, Амстердам
- Частные собрания России, Германии, Швейцарии и др.